# Psydrax martinii
Psydrax martinii là một loài thực vật có hoa trong họ Thiến thảo. Loài này được (Dunkley) Bridson miêu tả khoa học đầu tiên năm 1985.